# 格拉诺佐孔蒙蒂切洛
格拉诺佐孔蒙蒂切洛（義大利語：Granozzo con Monticello），是意大利诺瓦拉省的一个市镇。总面积19平方公里，人口1408人，人口密度74.1人/平方公里（2009年）。ISTAT代码为003077。